# Olympische Sommerspiele 1996/Teilnehmer (Nauru)
| Gelbes Symbol für Goldmedaillen mit stilisierten Olympischen Ringen | Graues Symbol für Silbermedaillen mit stilisierten Olympischen Ringen | Braundes Symbol für Bronzemedaillen mit stilisierten Olympischen Ringen |
| ------------------------------------------------------------------- | --------------------------------------------------------------------- | ----------------------------------------------------------------------- |
| —                                                                   | —                                                                     | —                                                                       |

Nauru nahm bei den Olympischen Sommerspielen 1996 in Atlanta, USA, zum ersten Mal an den Olympischen Spielen teil. Die Delegation umfasste drei Gewichtheber.

## Teilnehmer nach Sportart

### Gewichtheben
- Quincy Detenamo
Männer, Mittelgewicht (bis 76 kg): 20. Platz (252,5 kg)
- Gerard Garabwan
Männer, Mittelschwergewicht (bis 91 kg): 24. Platz (265 kg)
- Marcus Stephen
Männer, Bantamgewicht (bis 59 kg): dnf